# Bad Romance
„Bad Romance” este un cântec al interpretei americane Lady Gaga pentru cel de-al treilea ei extended play, The Fame Monster (2009). Versurile piesei compuse și produse de Gaga și RedOne explorează atracția solistei pentru persoanele care au parte de relații eșuate, preferința ei pentru singurătate și paranoia pe care aceasta a experimentat-o în timpul turneului The Fame Ball Tour. După ce o variantă demonstrativă al cântecului a apărut în mod ilegal pe internet, Gaga a dezvăluit varianta finală la prezentarea de modă a lui Alexander McQueen la Săptămâna Modei de la Paris în octombrie 2009. Din punct de vedere muzical, „Bad Romance” conține un vers intermediar vorbit și un refren cântat de cor și versuri despre cum e să fi îndrăgostit de unul din cei mai bun prieteni ai tăi. Cântecul, care conține numeroase elemente ale muzicii house și techno germane și influențe din muzica anilor '80 și '90, a fost descris de Gaga ca fiind o înregistrare pop experimentală. Piesa conține câteva versuri în limba franceză.
Majoritatea criticilor de specialitate au lăudat „Bad Romance”, considerându-l un punct culminant al albumului The Fame Monster. Cântecul a fost inclus în numeroase liste ale celor mai bune cântece din mass-media, precum cele ale publicațiilor Rolling Stone și Pitchfork Media. Single-ul a obținut două premii Grammy la categoriile „Cea mai bună interpretare pop feminină” și „Cel mai bun videoclip”. În Statele Unite, „Bad Romance” s-a clasat pe locul doi în Billboard Hot 100 și a primit unsprezece discuri de platină din partea Asociației Industriei de Înregistrări a Americii (RIAA) pentru vânzarea a 5,8 milioane de exemplare digitale până în februarie 2018. Cântecul s-a bucurat de succes în toată lumea, ocupând prima poziție a clasamentelor din peste 15 țări. Piesa s-a vândut în peste 12 milioane de copii în întreaga lume, fiind unul dintre cele mai bine vândute single-uri din istorie.
Videoclipul piesei „Bad Romance” o prezintă pe Gaga într-o baie publică suprarealistă. Aici, solista este răpită de un grup de fotomodele care o droghează și o vând către mafia rusă pentru a deveni o sclavă sexuală. Videoclipul se încheie cu o scenă în care cântăreața îi dă foc bărbatului care a cumpărat-o. Clipul a obținut recenzii pozitive din partea criticilor, aceștia lăudând atât natura sa deocheată, plină de simbolistică, cât și direcția artistică și imaginile vii. În anul 2011, videoclipul a fost votat de către cititorii revistei Billboard ca fiind cel mai bun videoclip al anilor 2000. Acesta a fost nominalizat la numeroase gale de premii, primind zece nominalizări la ediția din 2010 a MTV Video Music Awards. Aici, videoclipul a câștigat șapte premii, inclusiv unul la categoria „Videoclipului anului”. Cântăreața a interpretat „Bad Romance” la numeroase programe de televiziune, gale de premii, precum și în turneele The Monster Ball Tour, Born This Way Ball, ArtRave: The Artpop Ball și Joanne World Tour.

## Informații generale
Gaga a colaborat cu Nadir „RedOne” Khayat în compunerea piesei „Bad Romance”, acesta ocupându-se totodată și de producție. Cântecul a fost înregistrat la Studiourile Record Plant în Los Angeles și la Studiourile FC Walvisch Recording Media în Amsterdam. „Bad Romance” a fost primul disc single extras de pe The Fame Monster (2009), care reprezenta o continuare a albumului de debut The Fame (2008). Înainte de lansarea oficială a piesei, o versiune demonstrativă a fost publicată în mod ilegal pe Internet. Gaga a comentat ulterior printr-o postare pe Twitter: „demo-ul următorului meu single îmi face urechile să sângereze. Așteptați până veți auzi versiunea adevărată”. Un fragment al cântecului a fost interpretat la emisiunea Saturday Night Live pe 3 octombrie 2009, împreună cu melodiile „Poker Face” și „LoveGame”. Premiera versiunii finale a piesei „Bad Romance” a avut loc în timpul ultimului spectacol de modă a lui Alexander McQueen la Săptămâna Modei de la Paris, iar lansarea acesteia a avut loc la 19 octombrie 2009.
Potrivit solistei, „Bad Romance” a fost unul dintre primele cântece compuse în anul 2009, în timpul turneului The Fame Ball Tour. Melodia compusă în acea vreme era despre mai mulți „monștri”—metafora pentru paranoia interpretei—cu care s-a confruntat în timpul turneului. Unul dintre aceste concepte a devenit o sursă de inspirație pentru „Bad Romance”. Gaga a explicat că, în general, ea s-a simțit singuratică atunci când a fost implicată într-o relație și a ajuns la concluzia că este atrasă de bărbații cu care romantismul nu funcționează niciodată. „Bad Romance” explorează preferințele solistei pentru astfel de relații solitare, precum și alegerea ei neinspirată în materie de bărbați. Gaga a compus cântecul în autocar, în drum spre un concert în Norvegia. Aceasta a explicat mai târziu procesul creativ în timpul unui interviu pentru revista Grazia:
„Am fost în Rusia, apoi în Germania, am petrecut mult timp în Europa de Est. Aici este muzică house-techno germană uluitoare, așa că am vrut să fac o piesă experimentală pop. Am vrut să aduc și puțin din anii '80, așa că am ales ca refrenul să aibă o melodie a anilor '90, aceasta fiind sursa de inspirație. Efectul whiskyului și-a făcut simțită prezența în compunerea piesei. «Bad Romance» este despre a fi îndrăgostit de cel mai bun prieten al tău”.”

## Structura muzicală și versurile
„Bad Romance” este un cântec electropop și dance-pop cu influențe din muzica house, new wave și techno. Potrivit unei partituri publicate pe Musicnotes.com de Sony/ATV Music Publishing, „Bad Romance” are o măsură de patru pătrimi și un tempo de 119 bătăi pe minut. Piesa este compusă în tonalitatea La minor iar vocea solistei variază de la nota joasă Mi3 la nota înaltă Do5. Melodia urmărește o progresie de acorduri de La minor–Do–Fa–Do–Sol în versuri și Fa–Sol–La minor–Do–Fa–Sol–Mi–La minor în refren. „Bad Romance” începe cu solista, cântând o porțiune din refren și trecând apoi la versul „Rah-rah-ah-ah-ah, Roma-roma-ma, Gaga-ooh-la-la”. Potrivit artistei, fraza reprezintă o abreviere a cuvântului „romance” (ro.: „romantism”). Acesta este urmat de beat-uri de tobe și claviatură. După primul vers, urmează ante-refrenul „You know that I want you, And you know that I need you, I want your bad, your bad romance” (ro.: „Știi că te vreau, Și știi că am nevoie de tine, Te vreau rău, Vreau o poveste de dragoste urâtă”). Acesta este urmat de refrenul cântat într-o voce puternică, „I want your love, And I want your revenge, You and me could write a bad romance ...” (ro.: „Îți vreau iubirea, Și îți vreau răzbunarea, Tu și cu mine putem scrie o poveste de dragoste urâtă ...”).
Gil Kaufman de la MTV News a remarcat similarități între tempo-ul cântecului „Bad Romance” și single-ul precedent al solistei, „Poker Face”. Sal Cinquemani de la Slant Magazine a observat influențe din anii '80 ce răsună pe parcursul piesei. Daniel Brockman de la ziarul The Phoenix a identificat calități ale Madonnei și ale formației Depeche Mode ce pătrund în cântec. Pentru jurnalistul Pitchfork Media, Scott Plagenhof, Gaga s-a dovedit a fi capabilă de a-și transforma personalitatea astfel încât să reflecte diferite cântărețe precum Britney Spears, Madonna sau Amy Winehouse. Simon Price de la ziarul The Independent a observat caracteristici similare cu cele ale lui Boney M. în refren, și că primul vers al piesei, „I want your ugly, I want your disease” (ro.: „Îți vreau urâțenia, Îți vreau boala”), a stabilit un ton sumbru EP-ului The Fame Monster.
Versurile piesei abordează aspecte ale unei relații nereușite, însă și moda este menționată în versul „Walk, walk fashion baby, Work it move that bitch crazy”. Gaga a dezvăluit într-un interviu faptul că versul „I want your psycho, your vertigo shtick, Want you in my Rear Window, Baby, you're sick” este o listare a unor filme de Alfred Hitchcock; artista a declarat: „Ceea ce am vrut să spun a fost «te iubesc atât de mult încât îți vreau cele mai adânci, întunecate și psihopate părți ale tale pe care ți-e frică să mi le arăți»”.

## Recenziile criticilor

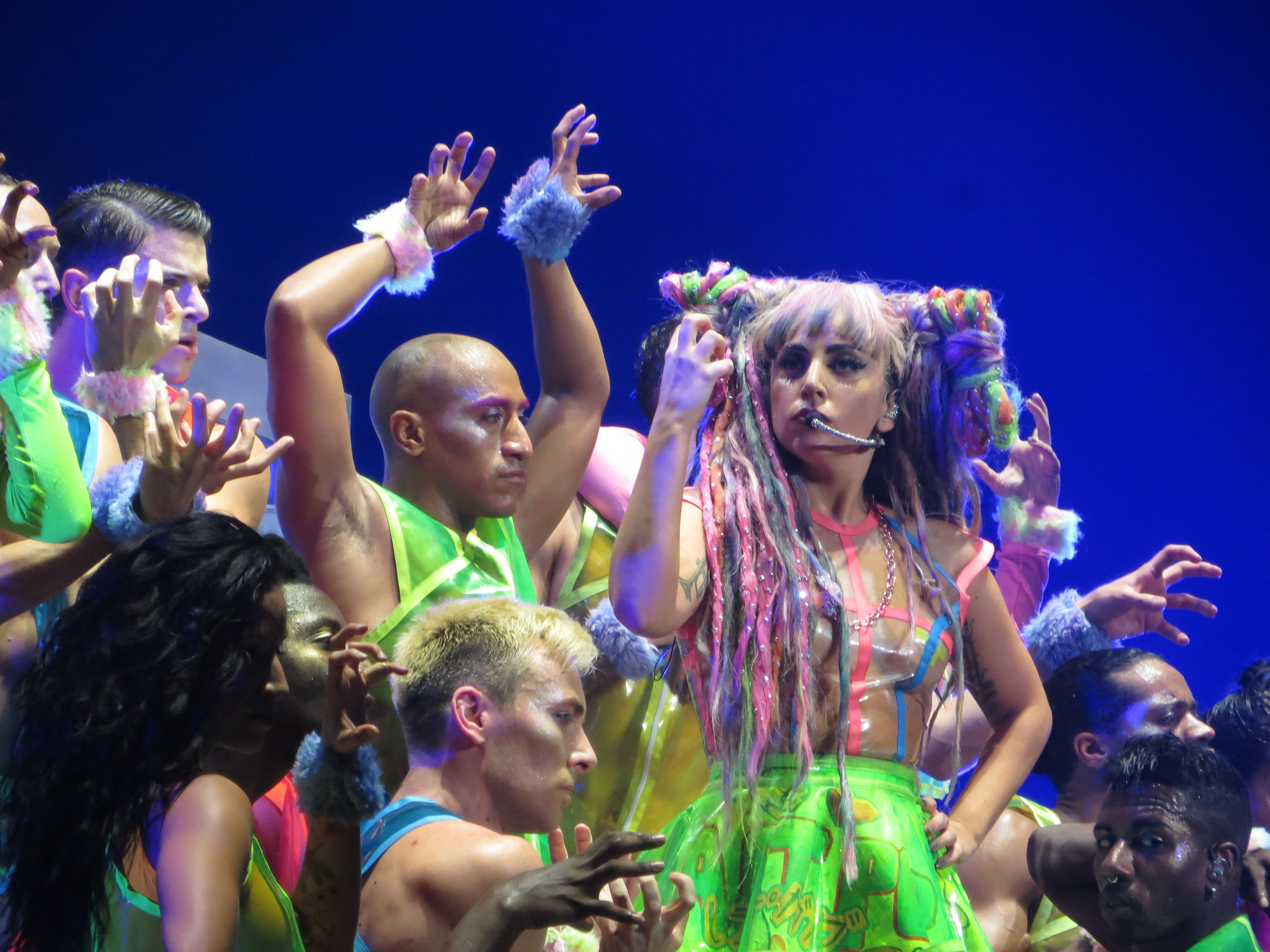
Gaga interpretând „Bad Romance” în timpul turneului ArtRave: The Artpop Ball, purtând un costum cu influențe rave (2014).

„Bad Romance” a fost foarte apreciat de către criticii de specialitate. Într-o recenzie din anul 2011, revista Rolling Stone a numit single-ul cel mai bun cântec din discografia solistei. Rezumând „esența Gagaismului”, publicația a fost încântată de refrenul „necontenit” de atrăgător și de beat-urile „zdrobitoare” care reflectă faptul că piesa este „măreață”, „veselă” și „melancolică”. Gil Kaufman a considerat că „Bad Romance” nu prinde la public din prima, cum a fost în cazul pieselor mai vechi, însă a apreciat „zvâcnirea tipică formației Erasure din timpul refrenului”. Kitty Empire de la ziarul The Guardian a susținut că acest single o face pe Lady Gaga „noua Madonna”.
Vorbind despre popularitatea în creștere a piesei, Jon Dolan de la Rolling Stone a observat că „Bad Romance” a transformat numele artistei într-o „cântare teutonică”. Un alt redactor de la publicația menționată anterior, Daniel Kreps, a considerat că melodia este comparabilă cu „Poker Face” și că nu este la egalitate cu celelalte single-uri. Christopher John Farley de la ziarul The Wall Street Journal a considerat că ante-refrenul este unul Jabberwockian⁠(en)[traduceți], fără sens, însă unul care prinde la public, în timp ce Michael Hubbard de la MusicOHM a considerat că refrenul melodiei a fost cel mai bun refren al artistei de până acum. Pitchfork Media a clasat „Bad Romance” pe locul 39 în lista celor mai bune 100 de cântece ale anului 2009, spunând că este o compoziție grandioasă, iar Edna Gundersen de la USA Today a descris piesa ca fiind un „feroce hit de club”. „Bad Romance” a ocupat, de asemenea, locul 10 în „lista celor 10 cântece cu ingrediente ale relațiilor nesănătoase” realizată de Comisia pentru sănătate publică din Boston.
Mikael Wood de la ziarul Los Angeles Times a descris melodia ca fiind „supraalimentată cu Euro-soul”, în timp ce Paul Lester de la BBC a rezumat „Bad Romance” drept un cântec cu „sintetizatoare rave ieftine, un beat puternic tipic Gaga și niște versuri ușor controversate”. Monica Herrera de la revista Billboard a considerat că piesa nu este la fel de captivantă ca melodiile pe care artista le-a lansat în trecut, felicitând totuși versurile încărcate de „sex appeal păcătos”. Jon Blistein de la L Magazine a opinat că „Bad Romance” se „[desfată] cu coșmarurile pe care încearcă să le creeze inspirate din Hitchcock cu o voce sobră”. Cu toate acestea, nu este o piesă bine închegată, iar „Bad Romance” devine astfel un amestec compus dintr-un „cântec Cher, „versuri rostite cu un accent european fals”, „un refren power disco” și „un interludiu anost și rostit”.

## Perfomanța în clasamente

Gaga cântând „Bad Romance” în varianta restructurată a turneului Monster Ball, purtând o rochie realizată din oglinzi (2010).

În Statele Unite, „Bad Romance” a debutat pe locul nouă în clasamentul Billboard Hot 100 pe 14 noiembrie 2009, având 143.000 de exemplare digitale vândute în prima săptămână. După două săptămâni, cântecul a urcat de pe locul 11 pe locul doi, aceasta fiind poziția sa maximă. Timp de șapte săptămâni neconsecutive, cântecele „Empire State of Mind” și „Tik Tok” au depășit vânzările lui „Bad Romance”, acesta nereușind să se claseze în fruntea topului. Urcarea către locul doi a fost impulsionată de o creștere de 49% în mediul vânzărilor digitale, single-ul clasându-se pe prima poziție a topului Hot Digital Songs cu un total de 209.000 de exemplare digitale vândute în săptămâna respectivă. Până în februarie 2018, „Bad Romance” s-a vândut în 5.800.000 de copii în Statele Unite, potrivit Nielsen Soundscan. Gaga a devenit astfel cel de-al doilea artist din istoria digitală care să aibă trei single-uri—împreună cu „Just Dance” și „Poker Face”—cu peste cinci milioane de exemplare vândute în mediul digital. După ce RIAA a început să includă numărul de vizualizări ale videoclipurilor pentru certificările single-urilor, „Bad Romance” a primit unsprezece discuri de platină (echivalentul unui disc de diamant) pentru totalul de 11.000.000 de exemplare provenite din vânzări și streaming. Piesa a debutat în clasamentul Pop Songs pe locul 38, iar unsprezece săptămâni mai târziu a ajuns pe primul loc, devenind astfel cel de-al cincilea single consecutiv al solistei care să ocupe poziția de top. În aceeași săptămână, „Bad Romance” s-a clasat, de asemenea, pe locul unu în Hot Dance Club Songs. Potrivit Nielsen Broadcast Data Systems, cântecul a stabilit un record pentru cele mai multe difuzări într-o singură săptămână din istoria clasamentului Pop Songs, acumulând 10.589 de difuzări de la 130 de stații radio. Recordul a fost ulterior doborât în următoarea săptămână de către Kesha cu single-ul ei de debut, „Tik Tok”, care a fost difuzat de 11.224 de ori. În urma spectacolului lui Gaga din pauza meciului de fotbal american Super Bowl LI, „Bad Romance” a reintrat în clasamentul Hot 100 pe locul 50 și pe locul nouă în topul Digital Songs Sales.
Piesa a debutat pe locurile 16 și, respectiv, 33 în clasamentele din Australia și Noua Zeelandă. În următoarea săptămână, single-ul a avut cele mai bune vânzări ale săptămânii în Australia, urcând pe locul trei. În cea de-a șaptea săptămână, „Bad Romance” a ocupat locul doi în clasamentul australian și locul trei în topul din Noua Zeelandă. Cântecul a primit patru discuri de platină din partea Australian Recording Industry Association (ARIA) pentru vânzarea a peste 280.000 de exemplare. La 29 octombrie 2009, „Bad Romance” a debutat pe locul 20 în clasamentul Irish Singles Chart. Șapte săptămâni mai târziu, acesta a ajuns pe locul unu. În topul Canadian Hot 100, single-ul a debutat pe locul 58, iar în următoarea săptămână a urcat 57 de poziții și a ajuns pe prima poziție. După două săptămâni în care „Tik Tok” a ocupat locul unu, „Bad Romance” a ajuns încă odată în fruntea clasamentului. Music Canada a oferit șapte discuri de platină single-ului, pentru vânzarea a 560.000 de copii.
În urma lansării în Regatul Unit, cântecul a debutat pe locul 14 în topul UK Singles Chart. În decembrie 2009, „Bad Romance” a ajuns pe locul unu, fiind vândute 72.919 de exemplare și devenind astfel cel de-al treilea single al solistei care ajunge să se claseze pe prima poziție. Gaga a devenit, de asemenea, prima cântăreață din istoria clasamentului britanic ce reușește să aibă trei single-uri de top într-un singur an. În prima săptămână a anului 2010, „Bad Romance” s-a reîntors pe locul unu, iar Gaga a devenit a doua artistă din secolul XXI a cărui single a urcat de două ori pe prima poziție. Cântecul a obținut o certificare cu dublu disc de platină din partea British Phonographic Industry (BPI) pentru cele 600.000 de exemplare vândute. „Bad Romance” s-a vândut în 1,045 de milioane de copii și a fost redat cu ajutorul serviciilor de streaming de peste 7,53 de milioane de ori. Lansarea single-ului „Applause” în luna august a anului 2013 a determinat o creștere a vânzărilor lui „Bad Romance”, Lady Gaga devenind ulterior unul dintre cei 18 artiști care au un single cu vânzări de peste un milion de exemplare în Regatul Unit. În Suedia, cântecul a debutat pe locul trei și a petrecut două săptămâni pe locul unu. În România, „Bad Romance” a ajuns pe locul unu în clasamentul Romanian Top 100 și a fost a 13-a cea mai difuzată piesă din anul 2010 la posturile de radio și televiziunile muzicale, cu un total de 8818 difuzări acumulate. În Europa, melodia a ocupat locul unu în topurile din Austria, Belgia (Flandra și Valonia), Bulgaria, Cehia, Danemarca, Elveția, Franța, Finlanda, Grecia, Italia, Norvegia, Olanda și Slovacia. În clasamentul European Hot 100 Singles, „Bad Romance” a petrecut două săptămâni pe prima poziție. Potrivit International Federation of the Phonographic Industry, cântecul s-a vândut în 9,7 milioane de copii în anul 2010 în întreaga lume, un total de 12 milioane de exemplare fiind vândute în total până în prezent. „Bad Romance” este unul dintre cele mai bine vândute single-uri din istorie.

## Videoclipul

### Informații generale
Într-un interviu acordat publicației Rolling Stone, Gaga a confirmat faptul că Francis Lawrence a fost regizorul videoclipului piesei „Bad Romance”, artista declarându-se impresionată de versiunea finală. Aceasta a mai spus: „Știam că abilitățile [lui Lawrence] ca regizor sunt cu mult mai bune decât ce aș fi putut face eu”. Echipa creativă Haus of Gaga a gestionat direcția artistică a videoclipului care a avut premiera la 10 noiembrie 2009. Gaga a explicat în timpul unui interviu experiența ei de a colabora alături de Lawrence:
„Am vrut pe cineva care să înțeleagă foarte bine cum se creează un videoclip pop, pentru că cea mai mare provocare a mea în a lucra cu regizori este aceea că eu sunt regizorul, și eu scriu scenariul, și eu mă ocup de garderobă, și eu decid despre ce este vorba, și este foarte greu să găsesc regizori care să nu renunțe la orice fel de contribuție din partea unui artist ... Însă Francis și cu mine am lucrat împreună ... A fost o colaborare. El este un regizor de clipuri pop și un producător în adevăratul sens al cuvântului. El a regizat Legenda vie, iar eu sunt o mare fană Will Smith, așa că am știut că el va putea executa videoclipul într-un mod în care am putut să-i ofer cele mai ciudate și cele mai nebunești idei ale mele ...”
S-a stabilit inițial ca videoclipul să fie filmat în New York City, cu decoruri mai elaborate și cadre filmate în aer liber. În cele din urmă s-a renunțat la idee din lipsă de bani; suma alocată pentru clip a fost prea mică deoarece nu a existat plasare de produse. Videoclipul a fost filmat în Los Angeles în doar două zile. Lawrence a vorbit despre etica profesională și creativitatea solistei pe platourile de filmare în timpul unui interviu pentru VH1: „Ea iubește arta creării videoclipurilor muzicale și este o parteneră cu adevărat creativă și are foarte multe idei grozave și gusturi bune și unice. Are o echipă excelentă cu care lucrează pentru a crea lucrurile fantastice pe care le poartă. [Gaga] muncește din greu, ajunge la timp și este destul de spontană ... a fost minunat ... dacă ar avea un nou cântec și ar vrea să facă ceva, m-aș oferi să o ajut într-o clipă. A fost distractiv să lucrăm împreună”.
Solista a creat o pereche de ochelari de soare realizată în întregime din lame de ras, explicând ulterior: „Mi-am dorit să creez o pereche [de ochelari] pentru cele mai dure puicuțe și pentru câteva din prietenele mele ce obișnuiau să păstreze lame de ras în partea laterală a gurii lor. Acel spirit de duritate feminină este ceva ce am vrut să aduc în acest proiect. E menit să fie «Acesta e scutul meu, aceasta e arma mea, acesta e sentimentul meu interior de faimă, acesta e monstrul meu»”. Gaga a mai spus că videoclipul prezintă „cum industria divertismentului poate, într-un mod metaforic, să stimuleze traficul de persoane - produsele fiind vândute, femeia este percepută drept marfă”. Costumele din latex alb utilizate au fost inspirate de costumele de lup din filmul Tărâmul monștrilor. Cântăreața a purtat, de asemenea, o pereche de tocuri înalte de 30 de centimetri realizate de Alexander McQueen, precum și pantofi „Alien”.

### Rezumat

Coregrafia lui Lady Gaga din „Bad Romance” a fost comparată cu cea a lui Michael Jackson din videoclipul cântecului „Thriller”.

Ideea principală din spatele videoclipul a fost răpirea lui Gaga de către un grup de fotomodele, care o droghează și o vând mafiei rusești pentru un milion de ruble. Clipul începe cu artista, stând pe un tron alb într-o cameră albă și luminată. Această scenă o prezintă pe cântăreață înconjurată de oameni, purtând ochelarii de soare realizați din lame de ras. Gaga își ține degetul pe butonul de mut al unei boxe iPod. Pe măsură ce piesa „Bad Romance” începe, un cadru cu o baie publică slab luminată este prezentat. O lumină puternică străbate pereții, activând o iluminare fluorescentă ce strălucește printr-un semn pe care scrie „Bath Haus of GaGa”. O dată cu primul ante-refren, un grup de dansatoare îmbrăcate în costume albe mulate cu mâneci lungi, cizme înalte și coroane asortate se târăsc afară din capsulele asemănătoare unor sicrie. Gaga iese din capsula centrală pe care scrie „Mons†er”, purtând o costumație similară cu a dansatoarelor ce încep să execute coregrafia în spatele solistei. Scena este intercalată de cadre în care Gaga cântă în fața unei oglinzi sau stă într-o cadă.
Atunci când primul refren începe, două femei o scot pe artistă din cadă, dezbrăcând-o și forțând-o să bea un pahar de votcă. Pe măsură ce al doilea vers începe, Gaga, purtând un costum acoperit cu diamante și o coroană, dansează lasciv pentru un grup de bărbați care vor să o cumpere. Solista se urcă pe unul dintre bărbați, acesta fiind modelul sloveni Jurij Bradač, făcându-i un dans în poală. El supralicitează și devine cel ce este dispus să plătească cea mai mare sumă de bani pentru ea. Artista este prezentată în cel de-al treilea refren purtând o vestă din piele de urs polar artificială, îndreptându-se spre bărbatul ce stă într-un pat și își descheie cămașa, în timp ce bea un pahar de votcă. Gaga îl privește cu indiferență pe măsură ce aceasta își scoate haina și ochelarii de soare. Deodată, patul ia foc în timp ce bărbatul stă în continuare pe el, iar artista cântă într-un mod sinistru în fața flăcărilor. Videoclipul se încheie cu Gaga, stând lângă un schelet mocnit pe patul distrus, acoperit de cenușă. Aceasta fumează cu calm o țigară, în timp ce sutienul pirotehnic se activează iar corpul îi este mânjit cu cenușă.

### Receptare critică
În urma lansării sale, videoclipul a primit laude atât din partea criticilor, cât și din partea fanilor. În anul 2010, „Bad Romance” a devenit cel mai urmărit videoclip din istoria YouTube la acea vreme. Tim Stack de la Entertainment Weekly a numit clipul „uimitor”, adăugând: „Nu cred că Gaga a arătat vreodată mai frumoasă decât în cadrele de aproape în care este foarte puțin machiată”. Jennifer Cady de la E! a fost, de asemenea, impresionată de videoclip, comentând că: „Acest clip ne face cu adevărat să o apreciem pe Gaga pentru ceea ce aduce în muzica pop. E captivant să o privești, pur și simplu. ... Chiar avem nevoie de cineva ca Gaga care să aibă idei îndrăznețe și să îi pese de ceea ce pune în produsul ei, așa fel încât să se simtă viu”. Issie Lapowsy de la ziarul New York Daily News a complimentat-o pe artistă pentru că a fost machiată sumar, lucru care a făcut-o să arate „surprinzător de naturală”. Todd Martens de la Los Angeles Times a spus că videoclipul i-a adus înapoi credința în Performance art⁠(en)[traduceți], adăugând faptul că „Gaga a adus destul [dramatism] de una singură, mulțumim foarte mult”. El a mai considerat că platoul unde a avut loc filmarea videoclipului a fost „demn de un film lungmetraj”. Daniel Kreps de la Rolling Stone a fost de părere că scenele videoclipului aduc aminte de lucrările lui Stanley Kubrick, adăugând că „Bad Romance” înfățișează cele mai nebunești idei ale cântăreței de până acum.
Jocelyn Vena de la MTV a considerat că videoclipul a fost simbolic și a prezentat modul în care „am trecut peste vechea Gaga, și acum avem o Gaga nou-nouță: una care pare a fi încântată de a depăși limitele și de a explora tot felul de înclinații sexuale”. Criticul a mai spus că videoclipul este o dovadă a strălucirii cântăreței „ca artistă ce folosește arta turnării videoclipurilor muzicale drept un punct de pornire în următoarea etapă a carierei ei”. În 2011, Claire Suddath de la revista Time a spus că deși ultimele videoclipuri ale solistei sunt mult mai elaborate, cel mai bun este „Bad Romance”. În cartea Lady Gaga: Behind the Fame, Emily Herbet a adus comparații între tema videoclipului și tema materialului The Fame Monster—relația artistei cu faima. The Wall Street Journal a considerat că Gaga este unul dintre puținele staruri pop ale timpului prezent care au înțeles în adevăratul sens al cuvântului spectacolul, moda, șocul și coregrafia—toate lucrurile la care Madonna și Michael Jackson erau maeștrii în anii '80.
Videoclipul și coregrafia utilizată au fost des comparate cu cele din videoclipul lui Michael Jackson pentru cântecul „Thriller”, ambele conținând mișcări robotice din mâini asemănătoare unor zombie, precum și teme înfricoșătoare. Issie Lapowsky de la New York Daily News a comparat capsulele utilizate în videoclip cu sicrie, iar dansul a fost descris ca fiind „precum un zombie”; Gaga „[a furat] o pagină din videoclipul lui Michael Jackson pentru «Thriller»”, a concluzionat redactorul. Los Angeles Times a menționat că videoul a avut câteva „mișcări de dans bruște, asemănătoare cu «Thriller»”, în timp ce The Wall Street Journal a comparat arta șocantă din „Bad Romance” cu cea a lui Michael Jackson din anii '80. Evan Sawdey de la PopMatters a comparat, de asemenea, „Bad Romance” cu „Thriller”, însă nu a fost sigur dacă solista a adus un omagiu pentru Michael Jackson sau a fost „doar o altă scuză pentru ca Gaga să poarte hainele cele mai ciudate create vreodată de umanitate”.

## Distincții și recunoașteri
Publicația Rolling Stone a clasat single-ul pe locul nouă în lista celor mai bune 25 de cântece din anul 2009. La 13 februarie 2011, „Bad Romance” a câștigat premiul Grammy pentru cea mai bună interpretare pop feminină. În 2015, revista Billboard a numit single-ul „Cel mai mare hit al clasamentului Hot 100 care s-a clasat pe locul doi”, descriindu-l ca fiind „un clasic modern”. Pe website-ul Acclaimed Music piesa se afla pe locul 13 în lista celor mai bune cântece ale anului 2009, bazat pe numeroase liste de final de an realizate de critici.
Pe 3 august 2010, videoclipul a primit în total 10 nominalizări la ediția din 2010 a premiilor MTV Video Music Awards, la categoriile „Cea mai bună imagine”, „Cel mai bun montaj”, „Cele mai bune efecte speciale”, „Cea mai bună coregrafie”, „Cea mai bună regie”, „Cel mai bun videoclip dance”, „Cel mai bun videoclip pop”, „Cel mai bun videoclip al unei cântărețe” și „Videoclipul anului”, egalându-l astfel pe Peter Gabriel și cântecul „Sledgehammer” drept videoclip cu cele mai multe nominalizări din istoria MTV Video Music Award. „Bad Romance” a câștigat la șapte categorii. Acesta a primit, de asemenea, premiul Grammy pentru cel mai bun videoclip. În anul 2011, „Bad Romance” a fost votat de către cititorii revistei Billboard drept cel mai bun videoclip al anilor 2000, în timp ce revista Time a inclus single-ul în lista celor mai bune videoclipuri începând cu anii '80.

## Interpretări live

Gaga cântând „Bad Romance” la Good Morning America în 2011.

Un fragment din melodie a fost cântat la emisiunea Saturday Night Live la 3 octombrie 2009. Gaga a purtat un costum complex intitulat „The Orb” (ro.: „Sfera”), realizat de Nasir Mazhar și echipa artistei, Haus of Gaga. Descris de cântăreață ca fiind o „instalație de modă”, costumul a constat în inele metalice concentrice, învârtindu-se în jurul ei. În urma finalizării piesei „LoveGame”, Gaga s-a așezat la pian și a interpretat o versiune acustică a refrenului din „Bad Romance”. Artista a cântat melodia în timpul emisiunii de televiziune Gossip Girl, în episodul intitulat „The Last Days of Disco Stick”. Interpretarea a avut loc în timpul unui spectacol privat organizat de Blair Waldrof, unul dintre persoanjele din Gossip Girl. În timpul unui interviu pentru MTV, solista a explicat faptul că a luat decizia de a cânta în serial la insistențele surorii ei. Aceasta a mai spus că nu și-a dorit ca spectacolul să nu aibă legătură cu serialul, așa că a lucrat împreună cu scenariștii pentru a-l încorpora în poveste. Interpretarea a inclus diverse scări, simbolizând ghinionul, iar Gaga a purtat o rochie lungă de 11 metri. Potrivit producătorului executiv al serialului, Stephanie Savage, cântecul a inclus câteva versuri specifice Gossip Girl. Interpretarea a început cu artista, ieșind pe două uși și purtând rochia lungă și roșie. Aceasta se urcă ulterior pe o scară, cântând melodia în timp ce dansatorii ei dansează în jurul unor scări.
„Bad Romance” a fost interpretat la ediția din 2009 a premiilor American Music Awards, împreună cu „Speecheless” de pe The Fame Monster. Gaga a purtat un costum mulat de culoarea pielii, înfășurat cu țevi albe în care sunt încorporate lumini, imitând o cutie toracică și o coloană vertebrală. Spectacolul a început cu „Bad Romance” și solista dansând în jurul scenei, ulterior spărgând o ușă din sticlă cu suportul microfonului. Gaga a cântat la emisiunea The Jay Leno Show purtând o pereche de ochelari de soare negri și un sacou negru cu umeri falși prelungiți până deasupra capului. Dansatorii artistei au purtat costume negre și căști cu influențe S&M. La 25 noiembrie 2009, Gaga a cântat la emisiunea The Ellen DeGeneres Show melodiile „Bad Romance” și „Speechless”. La 6 decembrie 2009, solista a apărut la emisiunea The X Factor din Regatul Unit, cântând „Bad Romance”. Solista a cântat piesa într-o cadă lungă de patru metri, iar o porțiune din piesă a fost interpretată la pian, artista stând pe o toaletă. Single-ul a fost cântecul de încheiere al turneului internațional The Monster Ball Tour. În versiunea originală a spectacolului, Gaga a purtat un costum cu umeri foarte mari și o pereche de pantaloni cu talie înaltă, iar interpretarea piesei a avut loc într-un giroscop de dimensiunea unui om. În varianta reînnoită a turneului, solista a apărut pe scenă într-un giroscop și purtând o rochie realizată din oglinzi.

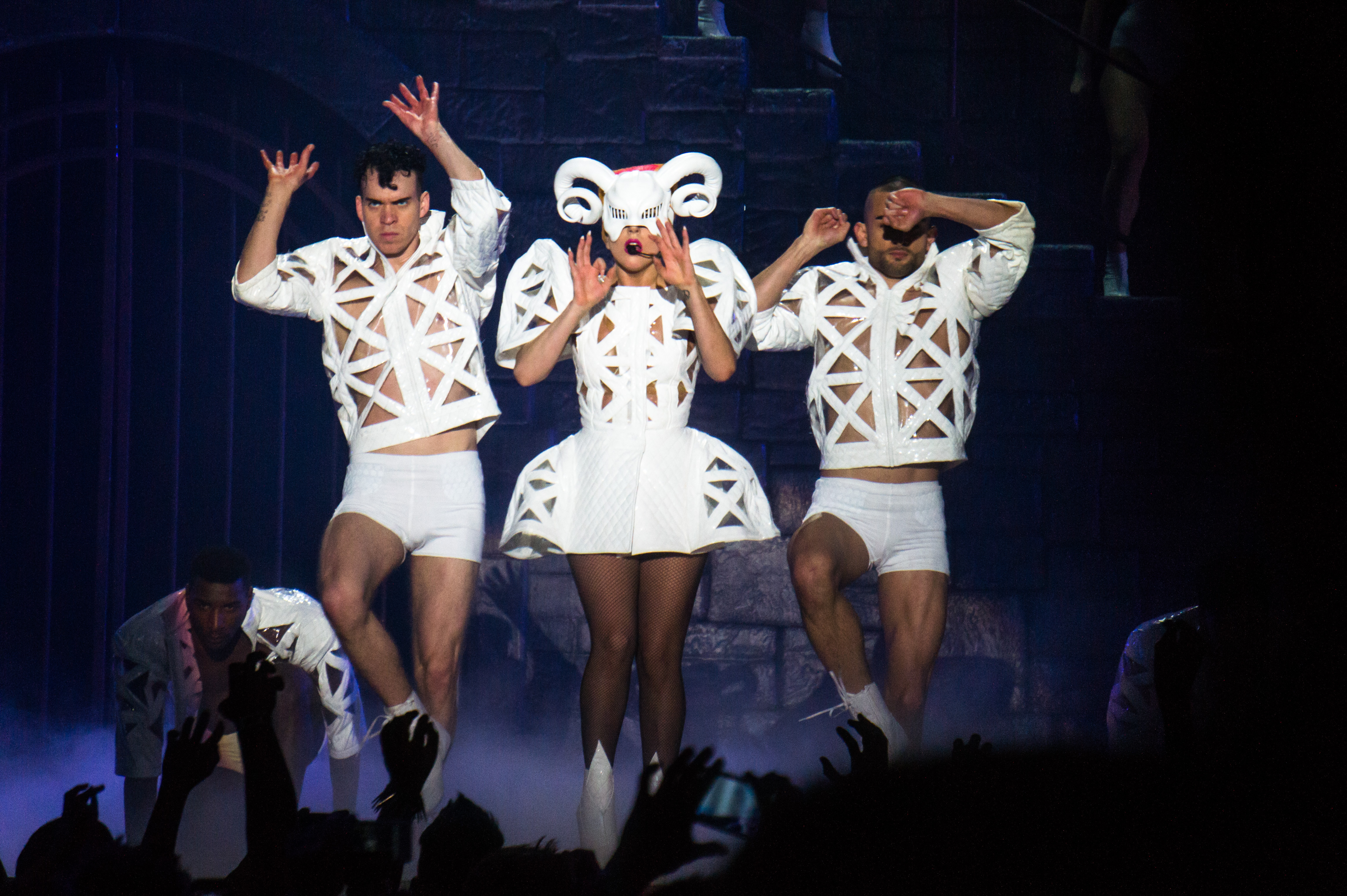
Lady Gaga și dansatorii ei, interpretând cântecul „Bad Romance” în timpul turneului Born This Way Ball, în 2012

La 15 ianuarie 2010, Gaga a cântat „Bad Romance” la emisiunea The Oprah Winfrey Show. Artista a purtat o vestă metalică și țepușe în păr. Melodia a fost, de asemenea, interpretată la emisiunea Today Show de pe canalul NBC, alături de „Alejandro”, „Teeth” și single-ul din 2011 intitulat „You and I”. În mai 2011, Gaga a cântat piesa la BBC Radio 1's Big Weekend în Carlisle, Cumbria. Totodată, solista a apărut la seria de concerte „Summer Concert” a emisiunii Good Morning America, cântând „Bad Romance”. Spectacolul a început cu Gaga, zburând cu o tiroliană și întinzându-și mâna către public. Pe măsură ce piesa a început, dansatorii i-au înlăturat pelerina albă pe care Gaga o purta pentru a dezvălui costumul alcătuit din ciorapi de plasă roșii cu pete negre, un costum mulat roșu și cizme negre.
Single-ul a fost adăugat în lista pieselor pentru turneul Born This Way Ball din 2012. Interpretarea a inclus coregrafia originală, iar cântăreața a purtat un costum alb asemănător unui berbec, realizat de Haus of Gaga. În timpul spectacolelor din Europa, Gaga a ieșit dintr-un recipient în formă de ou, asemănător cu cel din care a ieșit la cea de-a 53-a ediție a premiilor Grammy. În 2014, „Bad Romance” a fost inclus în lista cântecelor pentru spectacolul artistei de la festivalul South by Southwest, interpretând piesa într-o versiune country. Melodia a fost cântată, de asemenea, la spectacolul rezidențial Lady Gaga Live at Roseland Ballroom, interpretând piesa la o claviatură electronică acoperită de trandafiri roșii. În același an, Gaga a cântat „Bad Romance” în turneul ArtRave: The Artpop Ball, purtând o rochie neon cu influențe anime. În luna iulie a anului 2016, solista a apărut la concertul „Camden Rising” la BB&T Pavilion în Camden, New Jersey, ca parte a Convenției Naționale Democratice din 2016, cântând un potpuriu la pian alcătuit din „Bad Romance”, „You and I” și cântecul formației The Beatles, „Come Together”. În noiembrie 2016, Gaga a fost un invitat surpriză la concertul Airbnb, interpretând variante de pian ale pieselor „Bad Romance” și „Million Reasons”. Mai târziu în același an, cântăreața a apărut la secțiunea Carpool Karaoke a emisiunii The Late Late Show with James Corden, iar „Bad Romance” a fost una dintre melodiile pe care artista le-a cântat în mașină.
Lady Gaga și-a încheiat spectacolul din pauza meciului de fotbal Super Bowl LI cu o interpretare a cântecului „Bad Romance”, purtând un costum Versace argintiu cu paiete, o jachetă cu umeri falși și pantaloni scurți. Melodiile „Bad Romance” și „Poker Face” au servit drept bis pentru ambele weekend-uri ale festivalului Coachella 2017 la care Gaga a fost cap de afiș. În turneul Joanne World Tour (2017–2018), „Bad Romance” a fost interpretat în timp ce solista a purtat o vestă în formă de origami și un costum împodobit cu cristale, o mască din pene albe și cizme realizate de Giuseppe Zanotti. La ediția din 2017 a festivalului de film internațional Toronto, Gaga a cântat „Bad Romance” la pian, înainte ca premiera documentarului Gaga: Five Foot Two să aibă loc. În filmul respectiv este inclusă o scenă în care artista a participat la celebrarea celei de a 90-a zi de naștere a lui Tony Bennett la Rainbow Room, cântând „Bad Romance”.

## Versiuni cover
Pe 14 martie 2010, Marco Hietala din formația Nightwish a interpretat o versiune cover în timpul emisiunii finlandeze Kuorosota. Hayley Williams, solista trupei Paramore, a cântat o versiune la pian și a postat-o pe pagina ei de Twitter la 28 martie 2010. Pe 29 martie 2010, formația Thirty Second to Mars a cântat „Bad Romance” la BBC Radio 1's Live Lounge. Cover-ul a fost ulterior lansată ca piesă bonus pentru ediția deluxe a albumului This Is War și a ajuns pe locul 11 în clasamentul UK Rock Chart. Actorii din serialul Glee au interpretat o versiune cover în timpul episodului intitulat „Theatricality”. Aceasta s-a vândut în 48.000 de exemplare digitale potrivit Nielsen Soundscan, și a ajuns pe locul 54 în topul Billboard Hot 100.
Cântăreața Lissie a postat un cover al piesei pe YouTube. Interpretarea acesteia a primit laude din partea regizorului David Lynch, iar redactorul David Malitz de la ziarul The Washington Post a inclus versiunea cover în playlist-ul săptămânal al publicației, intitulat „Click Track – Single Files”. The Grandmono Orchestra și cântăreața olandeză Caro Emerald au realizat un cover al cântecului „Bad Romance” la 1 iunie 2011, acesta fiind inclus ulterior pe materialul discografic de debut al artistei, Deleted Scenes from the Cutting Room Floor, și primind recenzii pozitive din partea criticilor de specialitate. Solista Lulu și Cuba Gooding, Jr. au cântat „Bad Romance” în duet, la 5 august 2011, în timpul emisiunii Chris Moyles' Quiz Night din Regatul Unit. Cântecul a fost interpretat într-o versiune cu câteva modificări ale versurilor de către Alvin și veverițele și The Chipettes în filmul Alvin și veverițele: Naufragiați din 2011. Cover-ul a apărut, de asemenea, pe coloana sonoră a filmului. La cea de-a 46 ediție a premiilor Songwriters Hall of Fame, Linda Perry a interpretat o variantă lentă a piesei „Bad Romance”, înainte ca Tony Bennett să-i înmâneze premiul Contemporary Icon lui Gaga. În 2015, actrița Meryl Streep a înregistrat un cover a melodiei pentru filmul Ricki and the Flash.
O variantă scurtă a piesei a fost interpretată la vioară de către Geoffrey Rush, portretizându-l pe Albert Einstein în timpul unei reclame pentru serialul despre antologie istorică, Genius, de pe canalul National Geographic. Reclama a difuzată în timpul meciului de fotbal Super Bowl LI, imediat după spectacolul cântăreței. Solista braziliană Luiza Possi a cântat „Bad Romance” în luna mai a anului 2017, în timpul emisiunii Domingão do Faustão. Aceasta a mai cântat melodia drept bis în timpul unui spectacol omagiu către Michael Jackson care a avut loc în iulie 2017.

## Ordinea pieselor pe disc
| - Descărcare digitală 1. "Bad Romance" – 4:54 - EP digital 1. "Bad Romance" – 4:54 2. "Bad Romance" (Hercules & Love Affair Remix) – 5:11 3. "Bad Romance" (Chew Fu Remix) – 7:13 4. "Bad Romance" (Starsmith Remix) – 4:55 5. "Bad Romance" (Music Video) – 5:14 - CD single promoțional 1. "Bad Romance" (Short Radio Edit) – 4:00 2. "Bad Romance" (Radio Edit) – 4:22 3. "Bad Romance" (Main) – 4:54 - CD single promoțional distribuit în Europa 1. "Bad Romance" (Radio Edit) – 4:24 2. "Bad Romance" (Main) – 4:54 - Exemplar digital distribuit în Germania – versiuni remix 1. "Bad Romance" (Radio Edit) – 4:21 2. "Bad Romance" (Chew Fu Remix) – 7:13 3. "Bad Romance" (Starsmith Remix) – 4:55 4. "Bad Romance" (Grum Remix) – 4:50 5. "Bad Romance" (Bimbo Jones Radio Remix) – 3:58 6. "Bad Romance" (Hercules & Love Affair Remix) – 5:11 7. "Bad Romance" (Hercules & Love Affair Dub Remix) – 5:11 8. "Bad Romance" (Music Video) – 5:14 - CD single distribuit în Franța 1. "Bad Romance" (Radio Edit) – 4:21 2. "Bad Romance" (Bimbo Jones Radio Remix) – 3:58 3. "Bad Romance" (Chew Fu Remix) – 7:13 | - CD single distribuit în Regatul Unit 1. "Bad Romance" (Radio Edit) – 4:22 2. "Just Dance" (Deewaan Mix ft. Ashking, WeDis, Lush, Young Thoro) – 4:16 - Disc 7" distribuit în Regatul Unit 1. "Bad Romance" (Radio Edit) – 4:21 2. "Paparazzi" (DJ Dan Club Remix) – 6:37 - EP digital distribuit în Statele Unite – The Remixes 1. "Bad Romance" (Chew Fu H1N1 Fix) – 7:13 2. "Bad Romance" (Kaskade Remix) – 4:20 3. "Bad Romance" (Bimbo Jones Radio Remix) – 3:58 4. "Bad Romance" (Skrillex Remix) – 4:23 - EP digital distribuit în Statele Unite – The Remixes Pt. 2 1. "Bad Romance" (Grum Remix) – 4:50 2. "Bad Romance" (Richard Vission Remix) – 5:22 3. "Bad Romance" (Hercules & Love Affair Remix) – 5:12 4. "Bad Romance" (Hercules & Love Affair Dub Remix) – 5:12 5. "Bad Romance" (DJ Dan Remix) – 3:44 - CD single distribuit în Statele Unite – The Remixes 1. "Bad Romance" (Chew Fu H1N1 Fix) – 7:13 2. "Bad Romance" (Kaskade Remix) – 4:20 3. "Bad Romance" (Bimbo Jones Remix) – 3:58 4. "Bad Romance" (Skrillex Remix) – 4:23 5. "Bad Romance" (Grum Remix) – 4:51 6. "Bad Romance" (Richard Vission Remix) – 5:23 7. "Bad Romance" (Hercules & Love Affair Remix) – 5:12 |

## Acreditări și personal
Înregistrare și management
- Înregistrat la Studiourile Record Plant (Los Angeles, California) și FC Walvisch (Amsterdam)
- Masterizat la Oasis Mastering (Burbank, California)
- Publicat de Sony ATV Songs, LLC, RedOne Productions LLC (BMI), Stefani Germanotta P/K/A Lady Gaga (BMI), House Of Gaga Publishing Inc. și Glojoe Music Inc. (BMI)

Personal
- Lady Gaga – solistă, textier, co-producător, aranjament vocal, acompaniament vocal
- RedOne – textier, producător, editare vocală, aranjament vocal, acompaniament vocal, inginer de sunet, instrumentație, programare, înregistrare
- Johny Severin – editare vocală
- Dave Russell – inginer de sunet
- Eelco Bakker – inginer de sunet
- Mark „Spike” Stent – mixare audio
- Gene Grimaldi – masterizare audio

Acreditări adaptate de pe broșura albumului The Fame Monster.

## Prezența în clasamente
| Țară (clasament)                                        | Poziția maximă | Referință |
| 2009–2010                                               | 2009–2010      | 2009–2010 |
| ------------------------------------------------------- | -------------- | --------- |
| Australia (ARIA)                                        | 2              | [ 48 ]    |
| Australia (ARIA Dance)                                  | 1              | [ 153 ]   |
| Austria (Ö3 Austria Top 40)                             | 1              | [ 154 ]   |
| Belgia (Ultratop 50 Flandra)                            | 1              | [ 67 ]    |
| Belgia (Ultratop 50 Valonia)                            | 3              | [ 155 ]   |
| Brazilia (Brasil Hot 100 Airplay)                       | 1              | [ 156 ]   |
| Bulgaria (BAMP)                                         | 1              | [ 157 ]   |
| Canada (Canadian Hot 100)                               | 1              | [ 158 ]   |
| Canada (AC)                                             | 1              | [ 159 ]   |
| Canada (CHR/Top40)                                      | 1              | [ 160 ]   |
| Canada (Hot AC)                                         | 1              | [ 161 ]   |
| Cehia (Rádio Top 100)                                   | 1              | [ 162 ]   |
| Coreea de Sud (Gaon)                                    | 1              | [ 163 ]   |
| Danemarca (Tracklist)                                   | 1              | [ 164 ]   |
| Elveția (Swiss Hitparade)                               | 1              | [ 165 ]   |
| Europa (European Hot 100 Singles)                       | 1              | [ 68 ]    |
| Finlanda (Suomen virallinen lista)                      | 1              | [ 166 ]   |
| Franța (SNEP)                                           | 1              | [ 167 ]   |
| Germania (Official German Charts)                       | 1              | [ 168 ]   |
| Grecia (Billboard)                                      | 1              | [ 169 ]   |
| Irlanda (IRMA)                                          | 1              | [ 50 ]    |
| Islanda (RÚV)                                           | 1              | [ 170 ]   |
| Israel (Media Forest)                                   | 1              | [ 171 ]   |
| Italia (FIMI)                                           | 1              | [ 172 ]   |
| Japonia (Japan Hot 100)                                 | 4              | [ 173 ]   |
| Luxemburg (Luxembourg Digital Songs)                    | 1              | [ 174 ]   |
| Norvegia (VG-lista)                                     | 1              | [ 175 ]   |
| Noua Zeelandă (RMNZ)                                    | 2              | [ 47 ]    |
| Olanda (Dutch Top 40)                                   | 1              | [ 176 ]   |
| Olanda (Single Top 100)                                 | 1              | [ 177 ]   |
| Polonia (Dance Top 50)                                  | 1              | [ 178 ]   |
| Portugalia (Billboard)                                  | 1              | [ 179 ]   |
| Regatul Unit (OCC)                                      | 1              | [ 58 ]    |
| România (Romanian Top 100)                              | 1              | [ 65 ]    |
| Rusia (Tophit)                                          | 1              | [ 180 ]   |
| Scoția (OCC)                                            | 1              | [ 181 ]   |
| Slovacia (Rádio Top 100)                                | 1              | [ 182 ]   |
| Spania (PROMUSICAE)                                     | 1              | [ 183 ]   |
| Suedia (Sverigetopplistan)                              | 1              | [ 64 ]    |
| Statele Unite ale Americii (Billboard Hot 100)          | 2              | [ 184 ]   |
| Statele Unite ale Americii (Adult Contemporary)         | 12             | [ 185 ]   |
| Statele Unite ale Americii (Adult Top 40)               | 4              | [ 186 ]   |
| Statele Unite ale Americii (Dance Club Songs)           | 1              | [ 187 ]   |
| Statele Unite ale Americii (Dance/Mix Show Airplay)     | 1              | [ 188 ]   |
| Statele Unite ale Americii (Hot Latin Songs)            | 13             | [ 189 ]   |
| Statele Unite ale Americii (Mainstream Top 40)          | 1              | [ 190 ]   |
| Statele Unite ale Americii (Rythmic airplay)            | 12             | [ 191 ]   |
| Ungaria (Rádiós Top 40)                                 | 1              | [ 192 ]   |
| Ungaria (Single Top 40)                                 | 1              | [ 193 ]   |
| Ungaria (Dance Top 40)                                  | 1              | [ 194 ]   |
| 2017                                                    |                |           |
| Statele Unite ale Americii (Billboard Hot 100)          | 50             | [ 184 ]   |
| Statele Unite ale Americii (Hot Dance/Electronic Songs) | 6              | [ 195 ]   |

| Țară (clasament)                               | Poziția maximă | Referință |
| ---------------------------------------------- | -------------- | --------- |
| Statele Unite ale Americii (Billboard Hot 100) | 418            | [ 196 ]   |

| Țară (clasament)                                        | Poziția maximă | Referință |
| 2009                                                    | 2009           | 2009      |
| ------------------------------------------------------- | -------------- | --------- |
| Australia (ARIA)                                        | 31             | [ 197 ]   |
| Australia (ARIA Dance)                                  | 9              | [ 198 ]   |
| Austria (Ö3 Austria Top 40)                             | 27             | [ 199 ]   |
| Belgia (Ultratop 50 Flandra)                            | 86             | [ 200 ]   |
| Danemarca (Tracklisten)                                 | 42             | [ 201 ]   |
| Irlanda (IRMA)                                          | 10             | [ 202 ]   |
| Italia (FIMI)                                           | 18             | [ 203 ]   |
| Noua Zeelandă (Recorded Music NZ)                       | 29             | [ 204 ]   |
| Regatul Unit (UK Singles Chart)                         | 17             | [ 205 ]   |
| Rusia (Tophit)                                          | 115            | [ 206 ]   |
| Suedia (Sverigetopplistan)                              | 12             | [ 207 ]   |
| Ungaria (Rádiós Top 40)                                 | 133            | [ 208 ]   |
| Ungaria (Dance Top 40)                                  | 70             | [ 209 ]   |
| 2010                                                    |                |           |
| Australia (ARIA)                                        | 26             | [ 210 ]   |
| Australia (ARIA Dance)                                  | 4              | [ 211 ]   |
| Austria (Ö3 Austria Top 40)                             | 9              | [ 212 ]   |
| Belgia (Ultratop Flandra)                               | 31             | [ 213 ]   |
| Belgia (Ultratop Valonia)                               | 10             | [ 214 ]   |
| Canada (Canadian Hot 100)                               | 3              | [ 215 ]   |
| Danemarca (Tracklisten)                                 | 28             | [ 216 ]   |
| Elveția (Schweizer Hitparade)                           | 13             | [ 217 ]   |
| Europa (European Hot 100 Singles)                       | 1              | [ 218 ]   |
| Franța (SNEP)                                           | 11             | [ 219 ]   |
| Germania (Official German Charts)                       | 17             | [ 220 ]   |
| Irlanda (IRMA)                                          | 12             | [ 221 ]   |
| Italia (FIMI)                                           | 9              | [ 222 ]   |
| Japonia (Japan Hot 100)                                 | 26             | [ 223 ]   |
| Noua Zeelandă (Recorded Music NZ)                       | 31             | [ 224 ]   |
| Olanda (Dutch Top 40)                                   | 54             | [ 225 ]   |
| Olanda (Single Top 100)                                 | 57             | [ 226 ]   |
| Regatul Unit (UK Singles Chart)                         | 30             | [ 227 ]   |
| România (Romanian Top 100)                              | 13             | [ 66 ]    |
| Rusia (Tophit)                                          | 17             | [ 228 ]   |
| Spania (PROMUSICAE)                                     | 6              | [ 229 ]   |
| Suedia (Sverigetopplistan)                              | 15             | [ 230 ]   |
| Statele Unite ale Americii (Billboard Hot 100)          | 8              | [ 231 ]   |
| Statele Unite ale Americii (Adult Contemporary)         | 48             | [ 232 ]   |
| Statele Unite ale Americii (Adult Top 40)               | 27             | [ 233 ]   |
| Statele Unite ale Americii (Dance Club Songs)           | 2              | [ 234 ]   |
| Statele Unite ale Americii (Hot Latin Songs)            | 64             | [ 235 ]   |
| Statele Unite ale Americii (Mainstream Top 40)          | 3              | [ 236 ]   |
| Ungaria (Rádiós Top 40)                                 | 5              | [ 237 ]   |
| Ungaria (Dance Top 40)                                  | 7              | [ 238 ]   |
| 2017                                                    |                |           |
| Statele Unite ale Americii (Hot Dance/Electronic Songs) | 42             | [ 239 ]   |

## Certificări
| \| Țara \| Vânzări/ puncte \| Certificare \| Referințe \| \| --------------------------------- \| --------------- \| ----------- \| --------- \| \| Australia (ARIA) \| +280.000 \| \| [49] \| \| Belgia (BEA) \| +15.000 \| \| [240] \| \| Canada (Music Canada) \| +28.000 \| \| [54] \| \| Danemarca (IFPI Danemarca) \| +15.000 \| \| [241] \| \| Elveția (IFPI Elveția) \| +30.000 \| \| [242] \| \| Franța (SNEP) \| +250.000 \| \| [243] \| \| Germania (BVMI) \| +300.000 \| \| [244] \| \| Italia (FIMI) \| +60.000 \| \| [245] \| \| Japonia (RIAJ) \| +250.000 \| \| [246] \| \| Noua Zeelandă (RMNZ) \| +30.000 \| \| [247] \| \| Regatul Unit (BPI) \| +1.045.370 \| \| [60] \| \| Rusia (RIAJ) \| +100.000 \| \| [248] \| \| Spania (PROMUSICAE) \| +80.000 \| \| [249] \| \| Suedia (GLF) \| +40.000 \| \| [250] \| \| Statele Unite ale Americii (RIAA) \| +5.800.000 \| \| [41] \| | Note - reprezintă „cvadruplu disc de platină”; - reprezintă „disc de aur”; - reprezintă „septuplu disc de platină”; - reprezintă „disc de platină”; - reprezintă „dublu disc de platină”; - reprezintă „disc de diamant”; |             |           |
| Țara | Vânzări/ puncte | Certificare | Referințe |
| Australia (ARIA) | +280.000 |             | [ 49 ]    |
| Belgia (BEA) | +15.000 |             | [ 240 ]   |
| Canada (Music Canada) | +28.000 |             | [ 54 ]    |
| Danemarca (IFPI Danemarca) | +15.000 |             | [ 241 ]   |
| Elveția (IFPI Elveția) | +30.000 |             | [ 242 ]   |
| Franța (SNEP) | +250.000 |             | [ 243 ]   |
| Germania (BVMI) | +300.000 |             | [ 244 ]   |
| Italia (FIMI) | +60.000 |             | [ 245 ]   |
| Japonia (RIAJ) | +250.000 |             | [ 246 ]   |
| Noua Zeelandă (RMNZ) | +30.000 |             | [ 247 ]   |
| Regatul Unit (BPI) | +1.045.370 |             | [ 60 ]    |
| Rusia (RIAJ) | +100.000 |             | [ 248 ]   |
| Spania (PROMUSICAE) | +80.000 |             | [ 249 ]   |
| Suedia (GLF) | +40.000 |             | [ 250 ]   |
| Statele Unite ale Americii (RIAA) | +5.800.000 |             | [ 41 ]    |

## Datele lansărilor
| Țară                       | Dată              | Format                                   |
| -------------------------- | ----------------- | ---------------------------------------- |
| Franța                     | 23 octombrie 2009 | Descărcare digitală                      |
| Irlanda                    | 23 octombrie 2009 | Descărcare digitală                      |
| Regatul Unit               | 25 octombrie 2009 | Descărcare digitală                      |
| Statele Unite ale Americii | 26 octombrie 2009 | Descărcare digitală                      |
| Finlanda                   | 27 octombrie 2009 | Descărcare digitală                      |
| Germania                   | 27 octombrie 2009 | Descărcare digitală                      |
| Norvegia                   | 27 octombrie 2009 | Descărcare digitală                      |
| Spania                     | 27 octombrie 2009 | Descărcare digitală                      |
| Suedia                     | 27 octombrie 2009 | Descărcare digitală                      |
| Regatul Unit               | 23 noiembrie 2009 | CD single                                |
| Australia                  | 27 noiembrie 2009 | CD single                                |
| Statele Unite ale Americii | 22 decembrie 2009 | The Remixes – Descărcare digitală        |
| Statele Unite ale Americii | 12 ianuarie 2010  | The Remixes – CD single                  |
| Franța                     | 18 ianuarie 2010  | CD single                                |
| Statele Unite ale Americii | 9 februarie 2010  | The Remixes Part 2 – Descărcare digitală |